# Monumento a Cristóbal Colón (Durazno)
El monumento a Cristóbal Colón de la ciudad de Durazno, Uruguay, se encuentra ubicado en la plaza principal de la ciudad, llamada Independencia.

## Historia
Fue creado en el año 1892, por inmigrantes italianos, en homenaje a Cristóbal Colón cuando se conmemoraba el IV centenario de su llegada a Europa.
Dicho monumento presenta una columna de 14 metros de alto, realizada de granito, extraído de San Borja del Yí. En la parte superior se colocó una gran esfera hueca y dentro de la misma, se depositaron documentos para las generaciones futuras.
En el año 1992 la esfera fue abierta por primera vez, dentro se encontró una caja de plomo con documentos acerca de la realidad del departamento de Durazno a fines del siglo XIX. Se hallaron pergaminos, diplomas, medallas y programas de espectáculos para denotar el grado de cultura de los duraznenses por aquella época.
Fue realizado un acto público para revelar las reliquias que allí se guardaban, volviéndose a sellar con un cofre dentro, que será abierto en el año 2092.

## Simbolismo
La esfera hueca que se encuentra sobre el alto capitel de granito, simboliza el mundo.
- Datos: Q16608871
- Multimedia: Monumento a Colón, Durazno / Q16608871